# Ypresiomyrma
Ypresiomyrma é um gênero extinto de formigas da subfamília Myrmeciinae [en], descrito em 2006. Quatro espécies foram identificadas: uma da Ilha Fur [en], na Dinamarca; duas dos leitos fósseis de McAbee [en] na Colúmbia Britânica, Canadá; e a quarta do sítio fóssil de Bol’shaya Svetlovodnaya, na Rússia. As rainhas desse gênero são grandes, com mandíbulas alongadas e olhos bem desenvolvidos; também possuem ferrão. O comportamento dessas formigas provavelmente era semelhante ao das formigas Myrmeciinae atuais, como forrageamento solitário em busca de presas artrópodes, sem deixar trilhas de feromônios. Os alados (formigas aladas) eram fracos voadores devido ao seu tamanho, sendo provavelmente presas de pássaros e outros animais. Ypresiomyrma não é atribuído a nenhuma tribo, sendo geralmente considerado incertae sedis (de posição incerta) dentro de Myrmeciinae. Contudo, alguns autores sugerem que Ypresiomyrma deveria ser classificado como incertae sedis dentro da família Formicidae.

## História e classificação
Os fósseis de Ypresiomyrma foram inicialmente estudados e descritos por Bruce Archibald, Stefan Cover e Corrie Moreau [en], do Museu de Zoologia Comparada [en] em Cambridge, Massachusetts. Eles publicaram a descrição do gênero e das espécies em 2006, em um artigo da revista Annals of the Entomological Society of America [en]. O nome do gênero combina Ipresiano, referente à idade dos espécimes, e a palavra grega myrmex, que significa "formiga". A idade mínima dos fósseis é de aproximadamente 54,5 a 55,5 milhões de anos.
Junto com a descrição do gênero, o artigo incluiu descrições das espécies-tipo Ypresiomyrma orbiculata e Ypresiomyrma bartletti, ambas dos leitos fósseis de McAbee, na Formação Tranquille, na Colúmbia Britânica, parte do sistema de lagos das Terras Altas de Okanagan, do Eoceno. Archibald, Cover e Moreau também redescreveram a espécie dinamarquesa Pachycondyla rebekkae sob o novo nome Ypresiomyrma rebekkae. Uma quarta espécie, Ypresiomyrma orientalis, foi descrita em 2015.
Archibald e colegas classificaram Ypresiomyrma como incertae sedis (posição incerta, em latim) dentro da subfamília de formigas Myrmeciinae, pois as formigas não puderam ser identificadas em nível de tribo. No entanto, um artigo de 2008 por Cesare Baroni Urbani, da Universidade de Basileia, Suíça, questionou se os membros de Ypresiomyrma eram realmente formigas. Ele observou que a área malar (região entre os olhos compostos e as mandíbulas) não era reduzida, como é típico em Myrmeciinae, onde uma malar reduzida é uma característica diagnóstica chave. Baroni Urbani também destacou que a forma das antenas na espécie-tipo não pôde ser determinada com precisão, tornando sua posição dentro de Formicidae incerta. Contudo, as antenas de Ypresiomyrma rebekkae possuem uma antena alongado, uma característica diagnóstica das formigas, confirmando que o fóssil é uma formiga. Assim, Baroni Urbani concluiu que Ypresiomyrma só poderia ser classificado com confiança como incertae sedis dentro da família Formicidae. Um relatório posterior do paleoentomologista russo Gennady M. Dlussky, descrevendo novos mirmeciíneos, aceitou a classificação de Archibald e colegas sem mencionar os comentários de Baroni Urbani.
O seguinte cladograma gerado por Archibald e colegas mostra a possível posição filogenética de Ypresiomyrma entre algumas formigas da subfamília Mirmeciíneos. O gênero pode estar relacionado a outros gêneros extintos de Mirmeciíneos, como Avitomyrmex e Macabeemyrma, e à espécie atual Nothomyrmecia macrops.
|  | Prionomyrmex janzeni   |
|  |                        |
|  | Prionomyrmex longiceps |
|  |                        |

|  | Macabeemyrma         |
|  |                      |
|  | Avitomyrmex          |
|  |                      |
|  | Ypresiomyrma         |
|  |                      |
|  | Prionomyrmex macrops |
|  |                      |

|  | Prionomyrmex janzeni   |
|  |                        |
|  | Prionomyrmex longiceps |
|  |                        |

|  | Macabeemyrma         |
|  |                      |
|  | Avitomyrmex          |
|  |                      |
|  | Ypresiomyrma         |
|  |                      |
|  | Prionomyrmex macrops |
|  |                      |

|  | Prionomyrmex janzeni   |
|  |                        |
|  | Prionomyrmex longiceps |
|  |                        |

|  | Macabeemyrma         |
|  |                      |
|  | Avitomyrmex          |
|  |                      |
|  | Ypresiomyrma         |
|  |                      |
|  | Prionomyrmex macrops |
|  |                      |

|  | Prionomyrmex janzeni   |
|  |                        |
|  | Prionomyrmex longiceps |
|  |                        |

|  | Macabeemyrma         |
|  |                      |
|  | Avitomyrmex          |
|  |                      |
|  | Ypresiomyrma         |
|  |                      |
|  | Prionomyrmex macrops |
|  |                      |

## Descrição
Várias características distinguem Ypresiomyrma de outros gêneros de formigas. A cintura que conecta o tórax [en] ao abdômen [en] em Ypresiomyrma é composta por um único segmento. A cabeça varia em forma entre as espécies, e as mandíbulas [en] têm formato triangular distinto, mais curtas que a cápsula cefálica, com oito a doze dentes, embora sejam alongadas. As rainhas do gênero são grandes, medindo mais de 20 milímetros. Outras características incluem olhos grandes e bem desenvolvidos, um dorso propodeal [en] arredondado e um ferrão notável.

### Ypresiomyrma orbiculata

Reconstrução artística de Ypresiomyrma orbiculata

Ypresiomyrma orbiculata foi descrita a partir de uma única parte e contraparte de um fóssil de compressão encontrado nos Leitos fósseis de McAbee, do monte Ipresiano médio, Grupo Kamloops, perto de Cache Creek, Colúmbia Britânica [en]. Os espécimes-tipo numerados UCCIPR L-18 F-749 e UCCIPR L-18 F-750 para a parte e contraparte estão preservados nas coleções de paleoentomologia da Universidade Thompson Rivers, em Kamloops, Colúmbia Britânica. Archibald, Cover e Moreau criaram o epíteto específico a partir do latim "orbiculatus", que significa "arredondado" ou "circular", em referência à forma da cabeça. A espécie pode ser distinguida das outras duas espécies de Ypresiomyrma por sua cápsula cefálica notavelmente arredondada e pela forma do pecíolo, que tem uma forma convexa suavemente inclinada com um nó no centro. O pecíolo é semelhante ao de Prionomyrmex janzeni, e o propódeo é arredondado. Estima-se que a rainha media aproximadamente 25 milímetros. Os olhos compostos são grandes e ovais, mas as antenas não podem ser descritas devido à má preservação. As mandíbulas são grandes, contendo sete a oito dentes. Um ferrão bem desenvolvido também está presente.

### Ypresiomyrma bartletti
A segunda espécie descrita dos Leitos fósseis de McAbee é Ypresiomyrma bartletti, conhecida a partir de um único espécime de rainha, assim como Ypresiomyrma orbiculata. A parte e contraparte do holótipo estão incluídas nas coleções do Serviço Geológico do Canadá, Ottawa, como GSC 127632a e GSC 127632b. A forma da cabeça é subtriangular, o que a diferencia de Ypresiomyrma orbiculata, e, com aproximadamente 20 milímetros, é menor que Ypresiomyrma rebekkae. A forma do petiolo em Ypresiomyrma bartletti é distinta das outras espécies. O epíteto específico foi escolhido em homenagem a Rod Bartlett, que coletou o espécime, e por seu trabalho com a Sociedade Paleontológica de Vancouver e a Aliança Paleontológica da Colúmbia Britânica. As antenas não estão preservadas, e os olhos não podem ser distinguidos. As mandíbulas têm cerca de dez ou menos dentes. As asas anteriores da rainha estão levemente preservadas, e partes das pernas estão preservadas e desarticuladas [en]. Algumas partes do gastro [en] estão deformadas, e o espécime parece estar esmagado, mas a morfologia geral desta espécie justifica sua colocação dentro de Mirmeciíneos. Um trabalhador não descrito no gênero fórmico  Myrmeciites pode ser uma formiga Y. bartletti, mas isso não pode ser confirmado devido à má preservação.

### Ypresiomyrma rebekkae

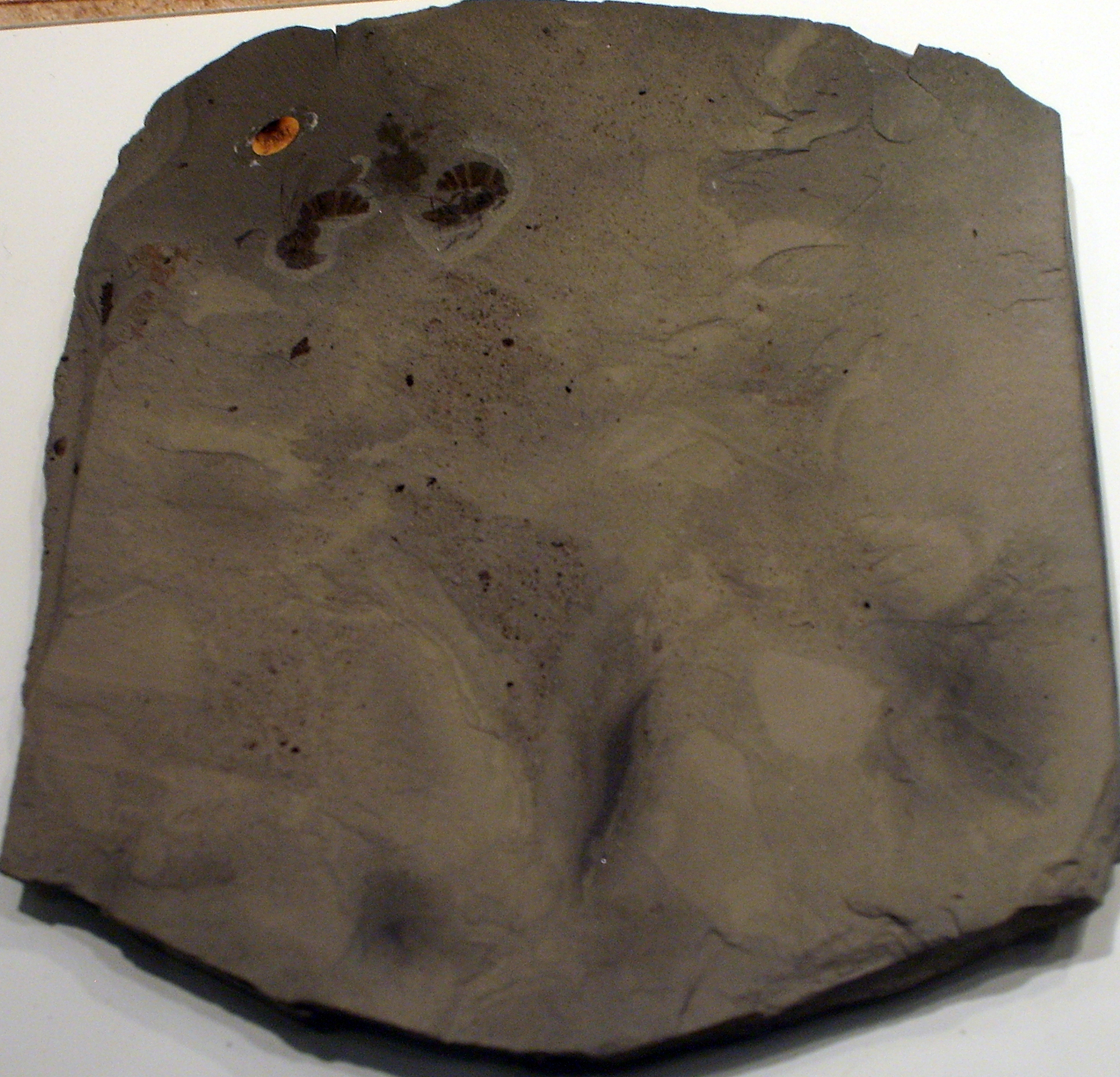
Placa completa do holótipo de Ypresiomyrma rebekkae

Esta espécie é conhecida por mais de 100 espécimes coletados das formações Ipresiano inicial Ølst e Formação de Fur [en], encontrados em rochas calcárias. Os espécimes foram estudados e descritos por Jes Rust e N. Møller Andersen em 1999, que nomearam a espécie em homenagem a Rebekka Madsen, que coletou o espécime-tipo em setembro de 1994. A rainha holótipo e parátipo descritas estão bem preservadas, embora as pernas estejam ausentes; a parte e contraparte, GMUC No. 1995 8B e GMUC No. 1995 8A, estão depositadas no Museu Geológico da Universidade de Copenhague. Na época, Rust e Andersen colocaram a espécie no gênero moderno ponerino Pachycondyla com base na forma do segmento abdominal VI e na ausência de dentes nas mandíbulas. Archibald, Cover e Moreau moveram a espécie para Ypresiomyrma com base na semelhança com as espécies de McAbee, pela forma do segmento abdominal III, que difere dos gêneros da subfamília Ponerinae, e pela morfologia do petiolo. Ypresiomyrma rebekkae pode ser distinguida de outras espécies pela forma de seu petiolo e pelo tamanho de sua cabeça, sendo notavelmente maior que Ypresiomyrma bartletti. A cabeça angular da formiga também é diferente, com outras espécies tendo uma cabeça arredondada. A espécie é conhecida quase exclusivamente por rainhas, com apenas um macho conhecido atribuído a ela por Rust e Andersen.
O comprimento médio de uma rainha é de cerca de 25 milímetros, com um corpo robusto. A cabeça é arredondada, com largura e comprimento iguais, medindo 4,5 milímetros. Os olhos são ovais e desenvolvidos, localizados perto do meio da cabeça. As mandíbulas são triangulares e longas, com dez dentes presentes. As antenas são longas com 11 segmentos, e a antena tem 3,4 milímetros de comprimento. O mesossoma tem 7 milímetros de comprimento e 4,5 milímetros de largura. O mesossoma é convexo e abobadado, e o protórax é curto. O petiolo tem 1,5 milímetros de comprimento e 2,3 milímetros de largura, e o gastro está inchado, mas isso se deve ao processo tafonômico inicial (a transição de um organismo em decomposição ao longo do tempo e como ele se torna fossilizado). Um ferrão bem desenvolvido está presente nos espécimes fossilizados.
Apenas um macho completo é conhecido entre todos os espécimes coletados. O comprimento do corpo é menor em comparação com a casta da rainha, medindo 25 milímetros, e também é mais esguio. A cabeça e as mandíbulas são pequenas, mas os olhos são totalmente desenvolvidos e grandes. As antenas não estão preservadas, e apenas pequenos fragmentos das pernas estão presentes. O gáster é menor e mais alongado, mas os genitais não estão preservados.

### Ypresiomyrma orientalis
Ypresiomyrma orientalis foi descrita a partir de uma parte e contraparte de holótipo e uma asa anterior parátipo solitária de um fóssil de compressão encontrado no sítio fóssil de Bol’shaya Svetlovodnaya, do Eoceno tardio, na área de Sikhote-Alin, extremo leste da Rússia. Os espécimes-tipo numerados PIN 3429/1109 para a parte e contraparte e PIN 3429/1198 estão preservados nas coleções de fósseis do Instituto Paleontológico A.A. Borissiak da Academia de Ciências da Rússia. Dlussky, Rasnitsyn e Perfilieva criaram o epíteto específico a partir do latim "orientalis", que significa "oriental", em referência à localidade-tipo. A espécie pode ser distinguida de Ypresiomyrma  rebekkae pelo tamanho menor do nó do petiolo. Embora não haja diferenças distintas entre Ypresiomyrma orientalis e as duas espécies das Terras Altas de Okanagan, Ypresiomyrma bartletti e Ypresiomyrma orbiculata, os fósseis foram colocados em uma nova espécie por Dlussky, Rasnitsyn e Perfilieva. Isso se deve à notável diferença de tempo entre as Terras Altas e Bol’shaya Svetlovodnaya. Embora a possível gine seja incompleta, o comprimento estimado do corpo é de 17,5 milímetros, e o mesossoma é robusto. A asa anterior tem células 1+2r, 3r, rm e mcu fechadas, com a 3r alongada, enquanto a 1+2r é encurtada para pouco mais que o dobro de comprimento em relação à largura.

## Ecologia
Os hábitos de vida de Ypresiomyrma seriam semelhantes aos das formigas Mirmeciíneos atuais. As colônias nidificavam no solo ou em árvores, tornando-as uma espécie de nidificação arborícola. Os trabalhadores provavelmente eram forrageadores solitários, buscando alimento no solo ou em vegetação baixa e árvores, enquanto predavam artrópodes ou consumiam néctar. Os trabalhadores provavelmente não recrutavam ou guiavam companheiros de ninho para fontes de alimento, nem deixavam trilhas de feromônios [en]. As formigas Ypresiomyrma provavelmente usavam seus grandes olhos para encontrar presas e para fins de navegação.
A abundância de rainhas de Ypresiomyrma coletadas sugere que essas formigas se acasalavam em enxames, mas os alados eram fracos voadores devido ao seu grande tamanho. A morfologia das mandíbulas indica que eram ferramentas especializadas para escavar câmaras no solo ou na madeira durante a fundação da colônia; seu grande tamanho e ocorrência comum em sua faixa geográfica significariam que eram uma fonte de alimento importante para uma variedade de pássaros e animais do Paleogeno que se alimentavam predominantemente de insetos.

### Textos citados
- Archibald, S.B.; Cover, S. P.; Moreau, C. S. (2006). «Bulldog Ants of the Eocene Okanagan Highlands and History of the Subfamily (Hymenoptera: Formicidae: Myrmeciinae)». Annals of the Entomological Society of America. 99 (3): 487–523. doi:10.1603/0013-8746(2006)99[487:BAOTEO]2.0.CO;2
- Rust, J.; Andersen, N. M. (1999). «Giant ants from the Paleogene of Denmark with a discussion of the fossil history and early evolution of ants (Hymenoptera: Formicidae)» (PDF). Zoological Journal of the Linnean Society. 125 (3): 331–348. doi:10.1111/j.1096-3642.1999.tb00596.x
- Dlussky, G. M.; Rasnitsyn, A. P.; Perfilieva, K. S. (2015). «The ants (Hymenoptera: Formicidae) of Bol'shaya Svetlovodnaya (late Eocene of Sikhote-Alin, Russian far east)». Caucasian Entomological Bulletin. 11 (1): 131–152. doi:10.23885/1814-3326-2015-11-1-131-152